# Cinzia Pennesi
Cinzia Pennesi (Tolentino, 13 settembre 1965) è una pianista, direttrice d'orchestra e compositrice italiana.

## Biografia
Si diploma in pianoforte, musica corale e direzione di coro al conservatorio “F. Morlacchi” di Perugia e in musica da camera al conservatorio "Braga" di Teramo . Studia composizione con Fulvio Delli Pizzi e direzione d'orchestra con Franco Mannino di cui sarà assistente e Maestro sostituto dal 2004 fino alla sua scomparsa. Dal 1990 dirige la corale polifonica “A. Antonelli” di Matelica.  È stata pianista dell'ottetto con il bandoneonista Hector Ulises Passarella dal 1995 al 2000. Dal 2000 dirige l'orchestra da camera Accademia della libellula. È pianista solista con musiche di repertorio e di sua composizione in spettacoli teatrali.
È stata ideatrice e direttrice artistica di Opera Aperta, produzione e distribuzione di Opere da camera del Novecento e contemporanee, è inoltre direttrice artistica di Master Piano Festival del Teatro Politeama di Tolentino. Docente di conservatorio dal 2015 ha collaborato con la scuola di coro dell’Accademia Filarmonica Romana di Pablo Colino. Dal 2012 è la responsabile della fondazione premio Bellisario per la Regione Marche.

## Televisione e radio
- Tutte donne tranne me con Massimo Ranieri direttrice d’orchestra 4 puntate Rai 1
- Unomattina, opinionista, Rai 1
- Premio Bellisario 2008, sezione "creatività", con Simona Rosato e Graziella Vigo[1]
- La TV delle ragazze, direttrice orchestra Rai 3
- Tutto esaurito, pianista Melologo ”Non sono stata finita” Rai Radio 3
- Un’ora con voi Pianista, Rai International
- Concerto Beethoven Festival, direttrice d'orchestra Radio Vaticana
- Diretta nazionale Concerto Orchestra Radio Televisione Serba Sala Kolarek– Belgrado- Radiotelevisione Serba

## Teatro musicale
- Rappresentatione di Anima et Corpo di E. Dè Cavalieri nel IV centenario dalla prima esecuzione (2000)
- Operazione Pulcinella di D. Carboni, regia di Gabriela Eleonori, Festival del Barocco di Viterbo
- Anno Domini 3000 di Franco Mannino, regia di Gabriela Eleonori (Opera Aperta) (2005)
- Genevieve de Brabant di E. Satie, regia di Gabriela Eleonori, Terra di Teatri
- Chi rapì la topina Costanza? di R. Vacca, regia di Gabriela Eleonori (Opera Aperta) (2006)
- Il quadro delle meraviglie di Franco Mannino, libretto di Andrea Camilleri, regia di Gabriela Eleonori (Opera Aperta) (2008)
- I due timidi di Nino Rota, regia di Gabriela Eleonori (Opera Aperta) (2010)
- Il gatto con gli stivali, regia di Fabrizio Angelini, Auditorium Conciliazione di Roma (2014)
- Frigoriferi, una storia vera, regia di Stefano Genovese, Teatro dell'Aquila di Fermo (2014)
- Avenue Q, regia di Stefano Genovese, Teatro Olimpico di Roma (2008)
- Mission di Ennio Morricone e Andrea Morricone, regia di Stefano Genovese, Teatro Sejong di Seoul (Corea del Sud) (2010)
- Otto von Kitch di R. Vacca, L'Aquila (2014)
- Famiglia Addams, regia di Giorgio Gallione, con Elio e Geppi Cucciari, Teatro della Luna di Milano (2015)
- Monster Allergy, regia di E. Dura, con Ciprix, Teatro Sistina di Roma (2016)

## Composizioni
- La Sirenetta dei mari e della terra, opera da camera su testi di Stefano Genovese e Luciano Melchionna (RTC – 3476) Edizione Rai Trade
- Strepitus MMII, per Viola e pianoforte (RTC – 3477) Edizione Rai Trade
- Voi... che sapete? Per flauto e pianoforte (RTC – 3478) Edizione Rai Trade
- Cave canem per pianoforte  (RTC – 3479) Edizione Rai Trade
- Urgentissimo  per pianoforte (RTC – 3480) Edizione Rai Trade

## Discografia
- Giovan Battista Pergolesi: La musica sacra per soli, coro e orchestra, KHO 1995
- Giovan Battista Pergolesi: Messa Romana per doppio coro e doppia orchestra, KHO 1996
- Autori vari: Il flauto italiano, la flùte francaise, Sergio e Claudio Zampetti La bottega discantica 2008
- R. Vacca, Emme alla emme, Raitrade 2008
- Il gatto con gli stivali di R. Gaspari, direzione musicale Cinzia Pennesi - Sample 2015
- Biancaneve e i sette nani - Ciprix - direzione musicale Cinzia Pennesi - Tortuga 2017